# Landwirtschaftliches Zentrum Liebegg
Das Landwirtschaftliche Zentrum Liebegg ist eine Landwirtschaftsschule in Gränichen im Schweizer Kanton Aargau. Dem Zentrum ist ein Gutsbetrieb als Lehr-, Demonstrations-, Versuchs- und Produktionsbetrieb angegliedert.

## Geschichte
Der Aargauische Grosse Rat fasste am 11. März 1952 den Beschluss, drei neue landwirtschaftliche Schulen in Frick, Liebegg und Muri zu errichten. Statt Liebegg favorisierte der Kanton anfangs den Schlosshof Wildegg, jedoch konnte dort eine Schule nicht dem Betrieb des Gutes angegliedert werden. In Liebegg hatte der Kanton 1946 das Schloss Liebegg, den Liebeggerhof sowie 37 Hektar Land aus der Erbschaft Hunzicker erworben. Die Bauarbeiten begannen 1956 und der Lehrbetrieb wurde zwei Jahre später aufgenommen. Beim Bau stiess man auf Streufunde aus der Römerzeit. Das ehemalige «Landwirtschaftliche Lehr- und Bildungszentrum Liebegg» (LBBZ Liebegg) ist seit 2003 die einzige Einrichtung ihrer Art im Kanton und gilt als «Kompetenzzentrum» für Landwirtschaft, Hauswirtschaft und Ernährung. Aufgaben sind Berufsbildung, Weiterbildung sowie Beratung. Die Zahl der ausgebildeten Landwirte stieg von 75 im Jahr 2019 über 82 im Jahr 2022 auf 91 sowie 18 Agrarpraktiker im Jahr 2023. Das Zentrum soll erweitert und umgebaut werden. Die ersten Ausschreibungen liefen bis Anfang 2024.

## Geschützter Führungsstandort Kommandoposten Liebegg
Unter dem Mehrzweckgebäude des Zentrums befindet sich eine unterirdische Anlage. Aus Versehen lud die Grossratspräsidentin Barbara Roth im Frühjahr 2004 Grossratskollegen zur Besichtigung des Regierungsrats-Kommandopostens ein. Der Standort des Bunkers war damals noch geheim. Die Einrichtung besteht aus einem militärischen Teil mit Truppenunterkunft und einem zivilen Teil. Letzterer dient den fünf Aargauer Regierungsrätent als Führungsstandort im Katastrophenfall, etwa wegen eines AKW-Störfalls oder eines Erdbebens. Von einer kleinen Einsatzzentrale aus können Kantonspolizei, Feuerwehr und Sanität Einsätze koordinieren. Die gesamte Anlage ist nach einer Renovation 2018 innert zwei Stunden einsatzbereit.
Von 2015 bis Dezember 2016 diente der militärische Teil als Asylunterkunft für bis zu 60 Männer.

## Belege
1. ↑  Markus Widmer-Dean: Gränicher Dorfgeschichte. Gränichen 2003. S. 68.
2. ↑  Katja Schlegel: Erweiterung und Umbau Landwirtschaftliches Zentrum Liebegg: Kanton schreibt erste Arbeiten aus. In: Aargauer Zeitung vom 22. Dezember 2023; abgerufen am 22. März 2025.
3. ↑  Urs Helbling: Neuer Kommandoposten: Der Aargau hat jetzt den modernsten Bunker. In: Aargauer Zeitung vom 16. August 2018; abgerufen am 22. März 2025.
4. ↑  Dominic Kobelt: Jahrzehntelang ein Geheimbunker für den Regierungsrat: Nun wird er geliftet. In: Oltner Tagblatt vom 21. Dezember 2016; abgerufen am 22. März 2025.

Koordinaten: 47° 20′ 23,4″ N, 8° 7′ 7,9″ O; CH1903: 651408 / 243443